# Schloss Lixenried
Das Schloss Lixenried befindet sich in dem gleichnamigen Gemeindeteil der Oberpfälzer Stadt Furth im Wald im Landkreis Cham von Bayern (Lixenried 16). Das ehemalige Schloss liegt auf einer kuppenartigen Erhöhung, dem sog. Einbauern-Bühl, am Südrand des nach drei Seiten abfallenden Ausläufers des Geißriegels.

## Geschichte
Der 1301 als Luchsenried erwähnte Ortsname wird einerseits von hier lebenden Luchsen abgeleitet, andererseits von dem Begriff Litzen = Lützel (= klein). Vor 1550 gibt es keinen Hinweis auf eine Wehranlage in diesem Ort. In diesem Jahr wurde aber Lixenried unter Georg Erlbeck zum Edelmannsgut, ausser aller Hoffmarksgerechtigkeit erhoben. In der Darstellung des Philipp Apian von 1568 scheint hier ein zweigeschossiger Bau mit einem Erker und einem Krüppelwalmdach und weiteren Nebengebäuden innerhalb einer hölzernen Umfriedung. 1579 erhält Georg Erlbeck die Niedergerichtsbarkeit, allerdings wird noch im späten 18. Jahrhundert betont, dass Lixenried keine echte Hofmark sei. Der Besitz kam dann an den Ludwig Erlbeck und dann an dessen Witwe. Diese verkaufte Lixenried 1590 an Oswald Kolb zu Raindorf. 1622 folgte ihm Andre Kolb, der 1629 als calvinistischer Adeliger das Land verlassen musste. 1640 verkauft er seinen Sitz an Wilhelm Balthasar von Kürmreuth, von diesem gelangte es an dessen Schwager Georg Wilhelm Fuchs zu Arnschwang. Dieser veräußerte seinen Besitz dem Albrecht Sigmund von Löwenthal; dessen Sohn verkaufte Lixenried 1691 an Johann Baptist Walser, der es allerdings bereits 1694 an Johann Christoph von Hauzenberg weiterveräußerte. 1797 findet man hier Johann Benedikt Reinhardstöttner, der 1820 geadelt wurde. Im Besitz dieser Familie verblieb Lixenried bis Anfang des 20. Jahrhunderts (Ferdinand Peregrin Cajetan und Karl von Reinhardstoettner, 1909).

## Schloss Lixenried heute
Der heutige Schlossbau geht auf das Jahr 1883 zurück. Das alte Schloss wurde 1916/17 abgebrochen, dieses enthielt noch eine barocke Schlosskapelle. Das Schloss ist heute ein villenartiger Bau, der als Privathaus genutzt wird. Das alte Schloss stand an der Stelle des Gasthauses Zellner (Bergstr. 41).